# CineStar
CineStar a fost un canal de televiziune tematic din România, specializat în difuzarea de filme și conținut cinematografic. Acesta a fost lansat oficial pe data de 15 decembrie 2008, făcând parte din portofoliul trustului Realitatea Media.

## Lansare și distribuție
CineStar a fost disponibil inițial pe platforma digitală Dolce, aparținând Romtelecom. Ulterior, canalul a devenit accesibil și pe alte platforme de distribuție precum:
- RCS & RDS Satelit – din 14 august 2009[2]
- Digi TV Cablu Digital – din 11 mai 2009[3]

## Conținut
Grila de programe era axată pe filme artistice, în special producții internaționale recente. Canalul promova un conținut dedicat cinefililor, cu accent pe diversitate de genuri cinematografice și premiere televizate.

## Poziționare pe piață
Prin conținutul său dedicat și parteneriatele de distribuție, CineStar și-a câștigat un segment propriu de public în peisajul media din România, în special printre abonații serviciilor de televiziune digitală.